# 1690 Mayrhofer
1690 Mayrhofer (1948 VB) là một tiểu hành tinh vành đai chính được phát hiện ngày 8 tháng 11 năm 1948 bởi Marguerite Laugier ở Nice.